# 최정원 (야구 선수)
최정원(2000년 6월 24일 ~ )은 KBO 리그 NC 다이노스의 내야수, 외야수이다.

## 아마추어 시절
청주고등학교 3학년 때 20경기에 출전해 72타수 37안타, 타율 0.514를 기록했다. 2018년에 이영민 타격상을 수상했다.

## NC 다이노스시절
2차 7라운드 전체 67순위로 지명받아 2019년에 입단하였다.

### 2020년시즌
5월 5일 삼성 라이온즈와의 경기에 출전하며 데뷔 첫 경기를 치렀다. 경기 후반에 대주자로 출전해 타석에는 들어서지 못했다. 다음날 바로 1군 엔트리에서 말소됐다.
8월 18일에 1군에 등록됐다. 박민우의 햄스트링 부상으로 인해 8월 19일 키움 히어로즈와의 경기에서 데뷔 첫 선발 출장했다. 시즌 끝까지 대주자 및 대수비로 활동했다.
시즌 49경기에 출전해 2할대 타율, 11안타, 18득점, 2타점, 4도루를 기록했다.

### 2021년시즌
전반기에는 8경기에 출전해 타율 0.158을 기록했다.
후반기에는 주전 2루수로 출전했다. 9월 15일 키움 히어로즈와의 경기에서 데뷔 첫 4안타, 4득점을 기록했다. 후반기 64경기에 출전해 타율 0.295, 8타점, 9도루를 기록했다.
시즌 72경기에 출전해 2할대 타율, 60안타, 40득점, 8타점, 장타율 0.321, 출루율 0.350을 기록했다.

### 상무 야구단시절
2022년에 입단하였다.
2023년 6월에 전역하면서 병역의무를 마쳤다.

### 2023년 시즌
2023년 6월에 복귀했다.

### 2024년 시즌
6월 14일 인대 부상으로 1군에서 말소됐다. 전반기 40경기 출장해 19안타 17득점 8타점 타율 0.271 장타율 0.300 출루율 0.395를 기록했다.
8월 17일에 1군에 복귀했다. 9월 29일 한화 이글스와의 경기에서 선발출장했다. 이 경기는 정우람의 은퇴경기였는데, 첫 타자로 나와 정우람의 타구를 안타로 만들며, 정우람의 마지막 상대가 되었다. 10월 1일 롯데 자이언츠와의 경기에서 8회말 구승민을 상대로 홈런을 기록했다. 이 홈런은 시즌 첫 홈런이자, 프로 데뷔 첫 홈런이었다. 후반기 25경기 출장해 18안타(1홈런) 16득점 6타점 타율 0.295 출루율 0.353 장타율 0.393을 기록했다.
2024년 시즌 65경기 출장해 타율 0.282 37안타(1홈런) 33득점 14타점 장타율 0.344 출루율 0.377를 기록했다.
수비에서는 2루수로 107 2/3이닝 중견수로 184 1/3이닝을 소화하면서 전천후 플레이어로 활약했다.

## 출신 학교
- 충북 서원초등학교
- 청주중학교
- 청주고등학교

## 통산 기록
| 연도 | 팀명  | 타율  | 경기 | 타수 | 득점 | 안타 | 2루타 | 3루타 | 홈런 | 루타 | 타점 | 도루 | 도실 | 볼넷 | 사구 | 삼진 | 병살 | 실책 |
| ---- | ----- | ----- | ---- | ---- | ---- | ---- | ----- | ----- | ---- | ---- | ---- | ---- | ---- | ---- | ---- | ---- | ---- | ---- |
| 2020 | NC    | 0.275 | 49   | 40   | 18   | 11   | 3     | 1     | 0    | 16   | 2    | 4    | 0    | 7    | 0    | 13   | 1    | 2    |
| 2021 | NC    | 0.283 | 72   | 212  | 40   | 60   | 4     | 2     | 0    | 68   | 8    | 10   | 7    | 18   | 4    | 40   | 0    | 7    |
| 2023 | NC    | 0.260 | 39   | 50   | 12   | 13   | 3     | 2     | 0    | 20   | 5    | 4    | 1    | 1    | 3    | 13   | 1    | 0    |
| 2024 | NC    | 0.282 | 65   | 131  | 33   | 37   | 5     | 0     | 1    | 45   | 14   | 7    | 3    | 17   | 4    | 34   | 1    | 3    |
| 통산 | 4시즌 | 0.279 | 225  | 433  | 103  | 121  | 15    | 5     | 1    | 149  | 29   | 25   | 11   | 43   | 11   | 100  | 3    | 12   |